# Larotrectinib
Le larotrectinib, est un médicament anticancéreux, vendu sous la marque Vitrakvi.

## Mode d'action
Le larotrectinib est un inhibiteur de la tyrosine kinase des récepteurs TrkA, TrkB, et TrkC.

## Usage médical
Le larotrectinib est un médicament utilisé pour traiter le cancer,. Plus précisément, il est utilisé dans les cas de fusion du gène du récepteur neurotrophique tyrosine kinase. Le médicament se prend par voie orale.

## Effets secondaires
Les effets secondaires du larotrectinib comprennent des problèmes de foie, un faible nombre de globules rouges, des douleurs musculaires, de la fatigue, un faible nombre de globules blancs, de la diarrhée, des nausées ou de la fièvre. D'autres effets secondaires peuvent inclure des engourdissements, des tremblements ou un délire. L'utilisation de ce médicament pendant la grossesse peut nuire au fœtus.

## Histoire
Le larotrectinib a été approuvé pour un usage médical aux États-Unis en 2018, en Europe en 2019 et en Australie en 2020,,. Au Royaume-Uni, cela coûte au NHS environ 15 000 livres sterling par mois à partir de 2021. Aux États-Unis, ce montant est d'environ 34 000 dollars américains .